# Бакшеево (станция)
Бакше́ево — закрытая железнодорожная станция, находящаяся на узкоколейной железной дороге ОАО «Шатурторф». Была расположена в центральной части рабочего посёлка Бакшеево.
Станция была построена в 1930-х годах . С 1951 года до 1973 года станция была электрифицирована . Первым в 1951 году был электрифицирован перегон Бакшеево — Лидино,и далее до 18 поселка.В 1973 году электрификация была снята за ненадобностью.
До 1989 года от станции Бакшеево ездили пассажирские поезда до разъезда Челышево,некоторые и до станции Шатура,после того,как в Бакшеево стали ездить прямые рейсовые автобусы из Шатуры,прямые пассажирские поезда до Шатуры были отменены,было движени етолько до станции Челышево,где имелась возможность пересесть на поезд до Шатуры.
После 1989 года,когда был разобран путь от разъезда Аккумуляторный до Лосево и ликвидирована станция Челышево,в ходу был только один пассажирский поезд Бакшеево-Лидино-Челышево-Морозовский-Долгуша и обратно,в 1992 году был отменен.
В 1991 году на всех светофорах в целях экономии были выкручены лампочки на всех красных и синих сигналах,погашенный светофор приравнивался к красному,светофоры загорались только зеленым,желтым и белым сигналами.
По данным на 2008 год, станция состояла из семи путей. На станции действовало локомотивное депо.
По направлению Бакшеево — 2-я полевая база (Острова) курсировали грузовые и рабочие поезда, по направлению Бакшеево — Чёрное Озеро (Шатура) — только грузовые поезда.
Фотография восточной горловины станции (2008 год)
Панорама станции, вид на восток (2008 год)
Панорама станции, вид на запад (2008 год)
Станция была закрыта в 2009 году и началась постепенная её разборка, которая закончилась в 2014 году.